# Семе
 Тази статия е за размножителния орган при някои растения.  За семенната течност при животните вижте Сперма.  
Семето е първият етап от зародишния период на семенните растения. То съдържа зародиш на растението и запас от хранителни вещества в защитна обвивка.
Семето се образува от узряла семепъпка след нейното оплождане от цветния прашец и образуването на зигота. Зародишът в семената се развива от зиготата и расте за известно време в родителското растение, след което растежът му се прекъсва. Той се подновява по-късно, когато то попадне при подходящи условия (въздух, температура и вода).
Образуването на семена е основната част в процеса на размножаване при семенните растения. Други групи растения, като папратите, листнатите и чернодробните мъхове, не формират семена и разчитат за размножаването си на методи, зависими от наличието на вода. Това предимство на семенните растения обуславя съвременната им доминираща позиция в много наземни екологични ниши – от горите до степите, както в топъл, така и в хладен климат.
При покритосеменните растения плодникът израства в плод, който обхваща семената и помага за разпространението им. В много случаи сухи плодове са разговорно наричани „семена“. Например добре познатите необелени слънчогледови семки всъщност са семена, затворени в твърдата обвивка на своя плод. Други групи растения имат различни модификации, например костилковите плодове (като прасковата или черешата) имат втвърден вътрешен пласт на плода, ограждащ същинското семе, докато ореховите плодове (като лешниците и жълъдите) имат едно семе в твърда черупка.